# Casarza Ligure
Casarza Ligure (ligurisch Casarsa) ist eine Stadt mit 6732 Einwohnern (Stand 31. Dezember 2023) in der Metropolitanstadt Genua in Ligurien, Italien.

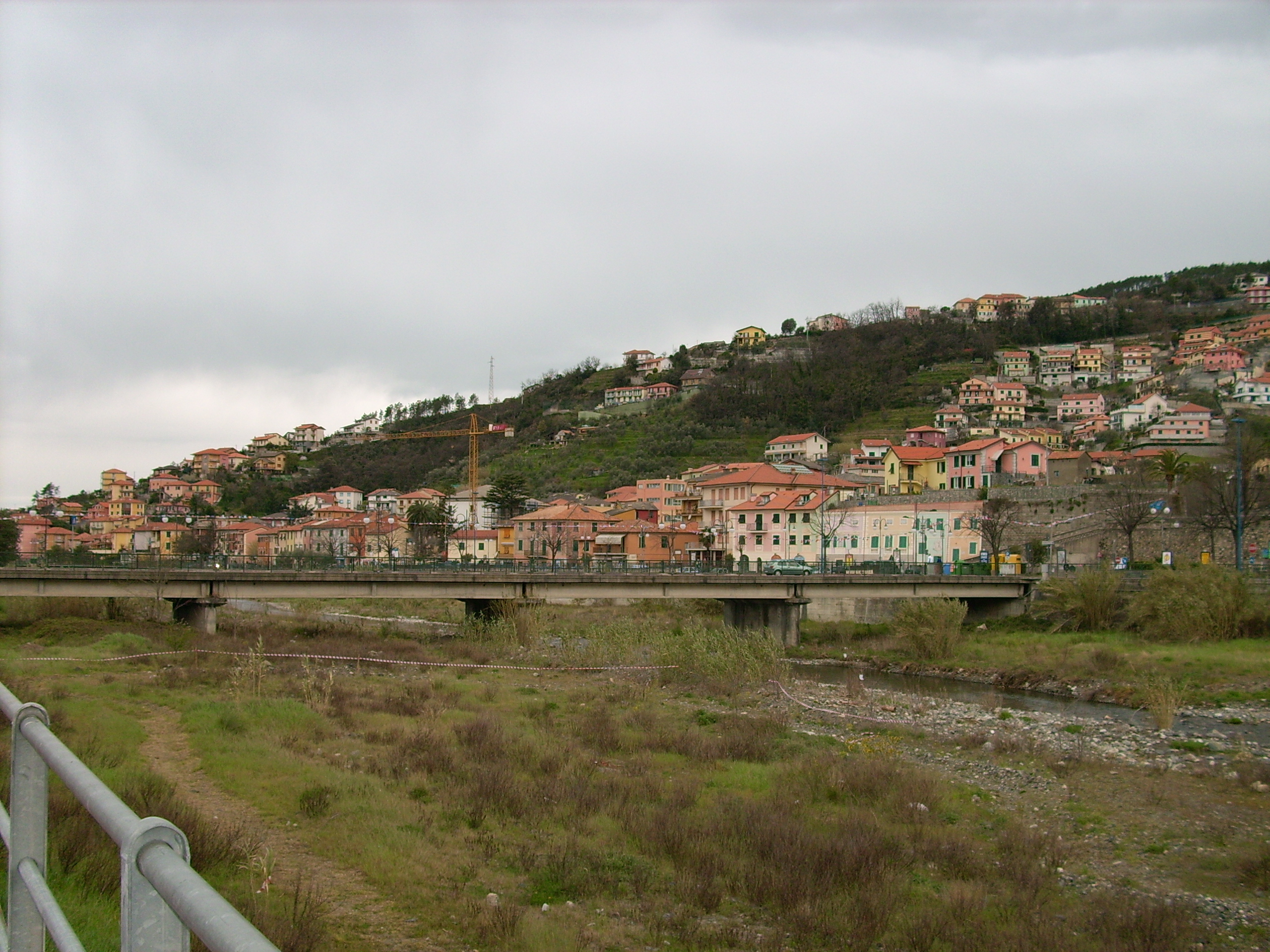

## Geographie
Die Gemeinde liegt im Tal Petronio und das Territorium der Stadt bildet zusammen mit drei weiteren ligurischen Gemeinden die Berggemeinde Val Petronio.

### Klima
Die Gemeinde Casarza Ligure wird unter Klimakategorie D klassifiziert, da die Gradtagzahl einen Wert von 1480 besitzt. Das heißt, die in Italien gesetzlich geregelte Heizperiode liegt zwischen dem 1. November und dem 15. April für jeweils 12 Stunden pro Tag.